# Huarocondo
Huarocondo es una localidad peruana capital del distrito homónimo ubicado en la provincia de Anta en el departamento del Cuzco.
Se encuentra a una altitud de 3353 m s. n. m. y tenía una población de 2.414 habitantes en 1993 y 4.865 en 2017.

## Clima
| Parámetros climáticos promedio de Huarocondo | Parámetros climáticos promedio de Huarocondo | Parámetros climáticos promedio de Huarocondo | Parámetros climáticos promedio de Huarocondo | Parámetros climáticos promedio de Huarocondo | Parámetros climáticos promedio de Huarocondo | Parámetros climáticos promedio de Huarocondo | Parámetros climáticos promedio de Huarocondo | Parámetros climáticos promedio de Huarocondo | Parámetros climáticos promedio de Huarocondo | Parámetros climáticos promedio de Huarocondo | Parámetros climáticos promedio de Huarocondo | Parámetros climáticos promedio de Huarocondo | Parámetros climáticos promedio de Huarocondo |
| Mes                                          | Ene.                                         | Feb.                                         | Mar.                                         | Abr.                                         | May.                                         | Jun.                                         | Jul.                                         | Ago.                                         | Sep.                                         | Oct.                                         | Nov.                                         | Dic.                                         | Anual                                        |
| -------------------------------------------- | -------------------------------------------- | -------------------------------------------- | -------------------------------------------- | -------------------------------------------- | -------------------------------------------- | -------------------------------------------- | -------------------------------------------- | -------------------------------------------- | -------------------------------------------- | -------------------------------------------- | -------------------------------------------- | -------------------------------------------- | -------------------------------------------- |
| Temp. media (°C)                             | 12.2                                         | 12.1                                         | 12.1                                         | 11.7                                         | 10.7                                         | 9.5                                          | 9.2                                          | 10.4                                         | 11.5                                         | 12.8                                         | 12.8                                         | 12.4                                         | 11.5                                         |
| Temp. mín. media (°C)                        | 5.7                                          | 5.9                                          | 5.6                                          | 4.4                                          | 2.4                                          | 0.3                                          | 0.1                                          | 1.1                                          | 3.6                                          | 4.9                                          | 5.3                                          | 5.6                                          | 3.7                                          |
| Fuente: climate-data.org                     |                                              |                                              |                                              |                                              |                                              |                                              |                                              |                                              |                                              |                                              |                                              |                                              |                                              |